# Sleaford Town F.C.
Sleaford Town F.C. là câu lạc bộ bóng đá Anh tọa lạc ở Sleaford, Lincolnshire. Hiện tại câu lạc bộ đang thi đấu ở United Counties League Premier Division.

## Lịch sử
Sleaford Town được thành lập năm 1968. Đội bóng gia nhập Lincolnshire League, nhìn chung khá thành công và thường xuyên nằm ở top 10. Năm 2003, Town thông báo kế hoạch để tham gia bóng đá vào cấp độ cao hơn ở United Counties League. Họ có mùa giải thành công nhất trong lịch sử ở mùa 2003–04, khi đoạt chức vô địch lần đầu tiên sau 23 năm và được thăng hạng lên UCL.
Sau khi rời khỏi sân vận động cũ, Sleaford thi đấu ba mùa giải ở RAF Cranwell, nhưng thay vì vô địch Division One ở mùa bóng 2005–06, họ không được phép thăng hạng chỉ cho đến khi sân vận động mới Eslaforde Park của họ sẵn sàng cho mùa tiếp theo, và họ về đích thứ 2 chung cuộc ở mùa đó.
Câu lạc bộ hiện tại là thành viên của United Counties League Premier Division, dẫn dắt bởi HLV Kris Jones.
Đội bóng lần đầu tham dự FA Cup mùa giải 2008–09, và đạt đến vòng sơ loại thứ 1, trong khi ở FA Vase, thành tích tốt nhất của họ là lọt vào vòng 3 (top 32) ở mùa giải 2009–10.

## Đội hình hiện tại
Ghi chú: Quốc kỳ chỉ đội tuyển quốc gia được xác định rõ trong điều lệ tư cách FIFA. Các cầu thủ có thể giữ hơn một quốc tịch ngoài FIFA.
| Số | VT | Quốc gia | Cầu thủ         |
| -- | -- | -------- | --------------- |
| 1  | TM | Anh      | Phil McGann     |
| 2  | HV | Anh      | Terry Fleming   |
| 3  | HV | Anh      | Will Rawdon     |
| 4  | HV | Anh      | David Hone      |
| 5  | HV | Anh      | Adam Weston     |
| 6  | TV | Anh      | Frazer Cobb     |
| 7  | TV | Anh      | Ryan Parnell    |
| 8  | TV | Anh      | Richard Jackson |

| Số | VT | Quốc gia | Cầu thủ          |
| -- | -- | -------- | ---------------- |
| 9  | TĐ | Anh      | Gavin Gordan     |
| 10 | TĐ | Anh      | Scott Coupland   |
| 11 | TĐ | Anh      | Tom Siddons      |
| 12 | HV | Anh      | Sebastien Firman |
| 14 | TĐ | Anh      | Jamie Shaw       |
| 15 | TĐ | Anh      | Ben Garrick      |
| 16 | TV | Anh      | Shaun Popple     |

## Ban huấn luyện
| Vai trò                   | Quốc tịch | Tên           |
| ------------------------- | --------- | ------------- |
| Huấn luyện viên           | Anh       | Kris Jones    |
| Trợ lý HLV                | Anh       | Terry Fleming |
| HLV đội hình chính        | Anh       | Gavin Gordon  |
| Trợ lý HLV đội hình chính | Anh       | Darren Bevan  |
| HLV đội trẻ               | Anh       |               |
| Nhà vật lý trị liệu       | Anh       |               |

## Các danh hiệu
- United Counties League Division One[1]
  - Vô địch: 2005–06
  - Á quân: 2006–07

## Các kỉ lục
- FA Cup[1]
  - Vòng sơ loại thứ 1: 2008–09, 2009–10
- FA Vase
  - Vòng 3: 2009–10